# (12659) Schlegel
(12659) Schlegel est un astéroïde de la ceinture principale.

## Description
(12659) Schlegel est un astéroïde de la ceinture principale. Il fut découvert le 27 octobre 1973 à Tautenburg par Freimut Börngen. Il fut nommé en honneur de Friedrich Schlegel. Il présente une orbite caractérisée par un demi-grand axe de 2,38 UA, une excentricité de 0,20 et une inclinaison de 2,8° par rapport à l'écliptique.

## Compléments